# Michael Parenti
Pour les articles homonymes, voir Parenti.
Michael Parenti (né en 1933 à New York) est un historien, politologue et critique culturel américain. Il  a enseigné dans des universités américaines et étrangères. Ses écrits ont été traduits dans de nombreuses langues.

## Biographie
Michael Parenti est né à New York en 1933 dans une famille ouvrière italo-américaine du quartier italien, où il passe sa jeunesse. 
Il travaille pendant plusieurs années avant de commencer des études à l'université Yale, où il obtient un doctorat en sciences politiques.
Au cours de sa carrière, il publie plus de vingt livres sur de nombreux sujets en rapport avec la critique de l'impérialisme et du capitalisme. 
En 1986, il publie Inventing Reality, le premier livre analysant en détail les médias privés en s'appuyant sur les thèses de Marx. Ce livre est suivi deux ans plus tard de la publication de La Fabrication du consentement de Noam Chomsky et Edward Herman. Bien que leurs thèses soient très similaires, Herman et Chomsky ne citent jamais le livre de Parenti, s'appuyant plutôt sur le psychologue australien Alex Carey. 
Ses écrits portent sur une vaste gamme de sujets et ses livres ont été traduits dans de nombreuses langues étrangères. Son livre le plus marquant est Democracy for the Few (9 éditions à ce jour), qui constitue une analyse critique de la société, de l'économie et des institutions politiques des États-Unis. 
Il a été actif dans différents mouvements contre la guerre. Il critique également les institutions d'aide internationale, dont le Fonds monétaire international et la Banque mondiale, soutenant que ces institutions ne sont pas inefficaces, comme le pense une partie de la gauche, mais participent activement à l'asservissement des pays du tiers-monde. Il critique également les politiques internationales des États-Unis, disant : « Je ne suis pas un de ces critiques qui pensent que la politique extérieure américaine est confuse, ou stupide, ou mal éclairée, ou pleine de bonnes intentions mais un échec en pratique. Je pense que c'est une politique brillante jalonnée de victoires brillantes, terribles, horribles. ». Il détaille son point de vue en affirmant que toute la politique étrangère américaine a pour but la balkanisation des pays afin de les pousser à se tourner vers un système privatisé. Il affirme ensuite que l'idée que les personnes les plus riches et les plus puissantes du monde s'organisent entre elles est considérée comme une théorie du complot, alors que toute idée d'une union des personnes d'un métier donné ne surprend personne, et qu'il s'agit là d'une théorie de l'innocence des élites ; c'est la thèse qui l'éloigne le plus de Noam Chomsky, qui soutient qu'il n'existe pas de complot mondial des personnes les plus puissantes pour conforter leur domination. Parenti critique également l'anticommunisme de Chomsky. 
Il fut un temps un ami de Bernie Sanders mais à la suite du soutien de ce dernier au bombardement de la Yougoslavie par l’OTAN il rompit avec lui.
En 2007, il reçut un Certificate of Special Congressional Recognition de la députée américaine Barabara Lee et un prix du New Jersey Peace Action.
Il est le père du journaliste Christian Parenti (en).

## Œuvres

### Œuvres originales
- The Anti-Communist Impulse, Random House, 1970.
- Trends and Tragedies in American Foreign Policy, Little, Brown, 1971.
- Ethnic and Political Attitudes, Arno, 1975,  (ISBN 0405064136)
- Democracy for the Few, First Edition circa 1974, 8e édition 2007,  (ISBN 0495007447),  (ISBN 9780495007449)
- Power and the Powerless, St. Martin's Press, 1978,  (ISBN 0312633726),  (ISBN 0312633734)
- Inventing Reality: the Politics of News Media. First edition 1986, Second Edition 1993,  (ISBN 0312020139),  (ISBN 0312086296)
- The Sword and the Dollar: Imperialism, Revolution and the Arms Race, St. Martin's, 1989,  (ISBN 0312022956)
- Make-Believe Media: the Politics of Entertainment, St. Martin's Press, 1992,  (ISBN 0312056036),  (ISBN 0312058942)
- Land of Idols: Political Mythology in America, St. Martin's, 1993,  (ISBN 0312094973),  (ISBN 0312098413)
- Against Empire Published by City Lights Books, 1995,  (ISBN 0872862984), 9780872862982, 217 pages
- Dirty Truths, City Lights Books, 1996. Includes some autobiographical essays,  (ISBN 0872863174),  (ISBN 0872863182)
- Blackshirts & Reds: Rational Fascism and the Overthrow of Communism, City Lights Books, San Francisco, 1997,  (ISBN 0872863298),  (ISBN 0872863301)
- America Besieged, City Lights, 1998,  (ISBN 0872863387),  (ISBN 0872863387)
- History as Mystery, City Lights, 1999,  (ISBN 0872863573),  (ISBN 0872863646)
- To Kill a Nation: The Attack on Yugoslavia, Verso, 2000,  (ISBN 1859847765)
- The Terrorism Trap: September 11 and Beyond, City Lights, 2002,  (ISBN 0872864057)
- The Assassination of Julius Caesar: A People's History of Ancient Rome, The New Press, 2003,  (ISBN 1565847970).
- Superpatriotism, City Lights, 2004,  (ISBN 9780872864337)
- The Culture Struggle, Seven Stories Press, 2006,  (ISBN 1583227040),  (ISBN 9781583227046)
- Contrary Notions: The Michael Parenti Reader, City Lights Books, 2007,  (ISBN 0872864820),  (ISBN 9780872864825)
- God and His Demons, Prometheus Books, 2010
- The Face of Imperialism, Paradigm, 2011
- Waiting for Yesterday: Pages from a Street Kid's Life, Bordighera Press, 2013
- Profit Pathology and Other Indecencies, Routledge, 2015

### Traductions françaises
- L'Horreur impériale : Les États-Unis et l'hégémonie mondiale [« Against Empire »], Aden Editions, 2004, 244 p. (ISBN 978-2-930402-04-8)
- Histoire et Mystifications : Comment l'Histoire est fabriquée et enseignée [« History as Mystery »] (trad. de l'anglais), Plogastel-Saint-Germain, Éditions Demi-Lune, 2013, 302 p. (ISBN 978-2-917112-25-0)
- Le Mythe des jumeaux totalitaires : Fascisme méthodique et renversement du communisme [« Blackshirts & Reds: Rational Fascism and the Overthrow of Communism »] (trad. de l'anglais), Paris, Delga, 2013, 191 p. (ISBN 978-2-915854-60-2)
- Tuer une nation : L’assassinat de la Yougoslavie [« To Kill a Nation: The Attack on Yugoslavia »] (trad. de l'anglais), Paris, Delga, 2014, 242 p. (ISBN 978-2-915854-65-7)
- Ukraine le coup d'état fasciste orchestré par les États-Unis : L'Ukraine et le « regime change » (trad. de l'anglais), Paris, Delga, 2014, 340 p. (ISBN 978-2-915854-70-1), p. 73-78
- Le Visage de l’Impérialisme [« The Face of Imperialism »] (trad. de l'anglais), Paris, Delga, 2015, 155 p. (ISBN 978-2-915854-82-4)
- L'Assassinat de Jules César : Une histoire populaire de l'ancienne Rome [« The Assassination of Julius Caesar: A People's History of Ancient Rome »] (trad. de l'anglais), Paris, Delga, 2017, 218 p. (ISBN 978-2-37607-110-5)

### Articles
- (en) Michael Parenti, « Friendly feudalism: The Tibet myth », New Political Science, vol. 25, no 4,‎ 2003 (DOI 10.1080/0739314032000145242, lire en ligne)